# Ostatak supernove
Ostatak supernove (remnant) je pojam iz astronomije. Ostatak je poslije eksplozije supernove. To je plinovita maglica. Ovi ostatci obogaćuju međuzvjezdani prostor težim elementima. Ova maglica se širi. Može ali i ne mora zračiti radijske i rendgenske valove.